# مارسین نارووژ
مارسین نارووژ (انگلیسی: Marcin Narwojsz؛ زادهٔ ۲۵ مهٔ ۱۹۷۶) بازیکن فوتبال اهل لهستان است.
از باشگاه‌هایی که در آن بازی کرده‌است می‌توان به باشگاه فوتبال روخ خوژوف اشاره کرد.